# Карантинний узвіз
Карантинний узвіз — невеликий узвіз в Одесі, який спускається схилом Карантинної балки від вулиці Канатної до Митної площі.
До 1840 року під назвою Карантинний узвіз значився сучасний Деволанівський узвіз. Сучасний Карантинний узвіз з'явився тільки у 1840, а вже в 1856 змінив назву на Митний узвіз. У 1865 дістає назву Канатний узвіз, в честь вулиці Канатної, яку він поєднує із Митною площею, а потім (у 1875 році) на Барятинський узвіз. Із приходом більшовиків назву змінено на узвіз Лизогуба (з 1927 року), в честь відомого народовольця Дмитра Лизогуба. Після набуття Україною незалежності історичну назву узвозу було повернено (з 1995 року).  

## Галерея

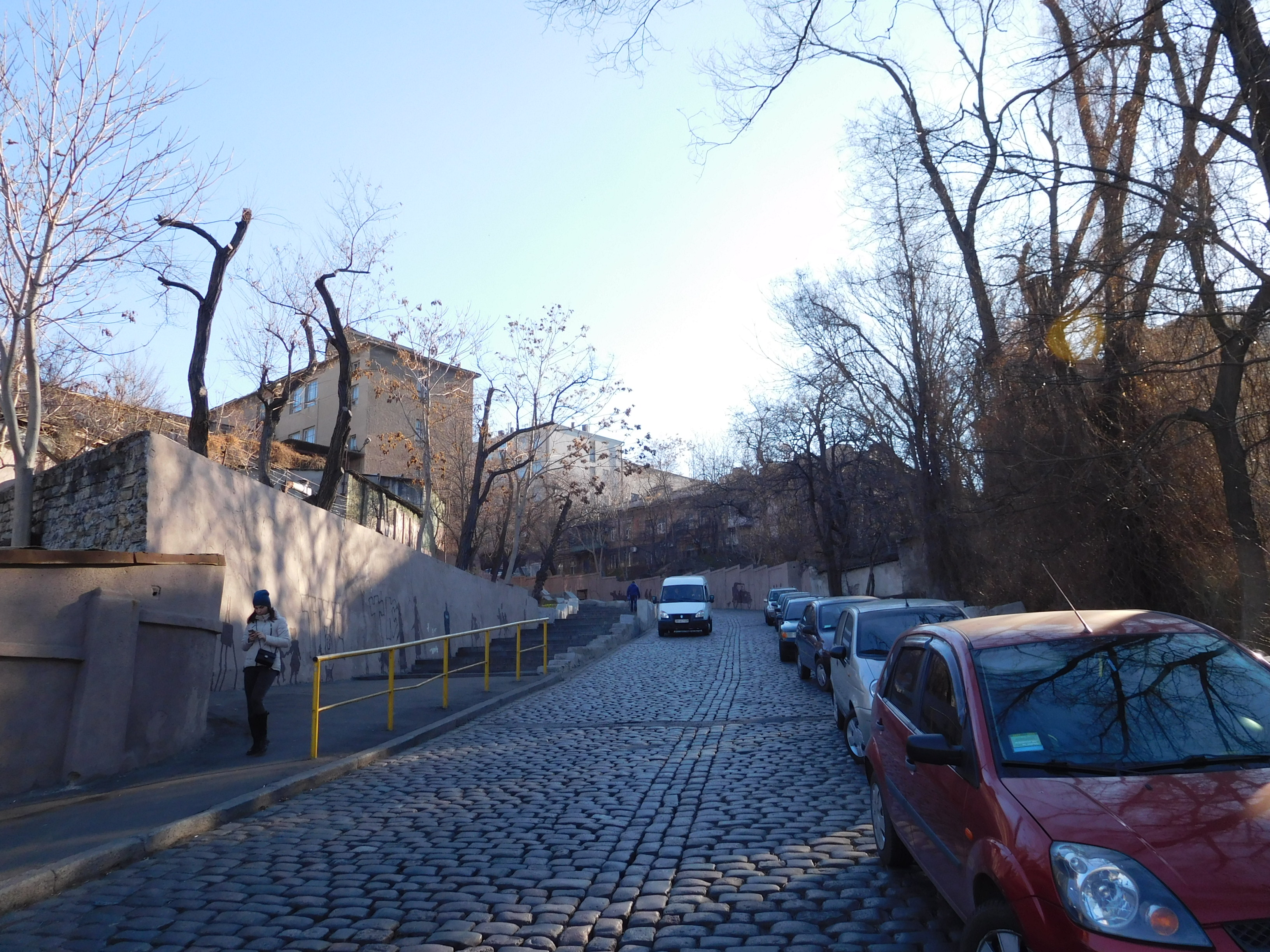
Вид узвозу знизу
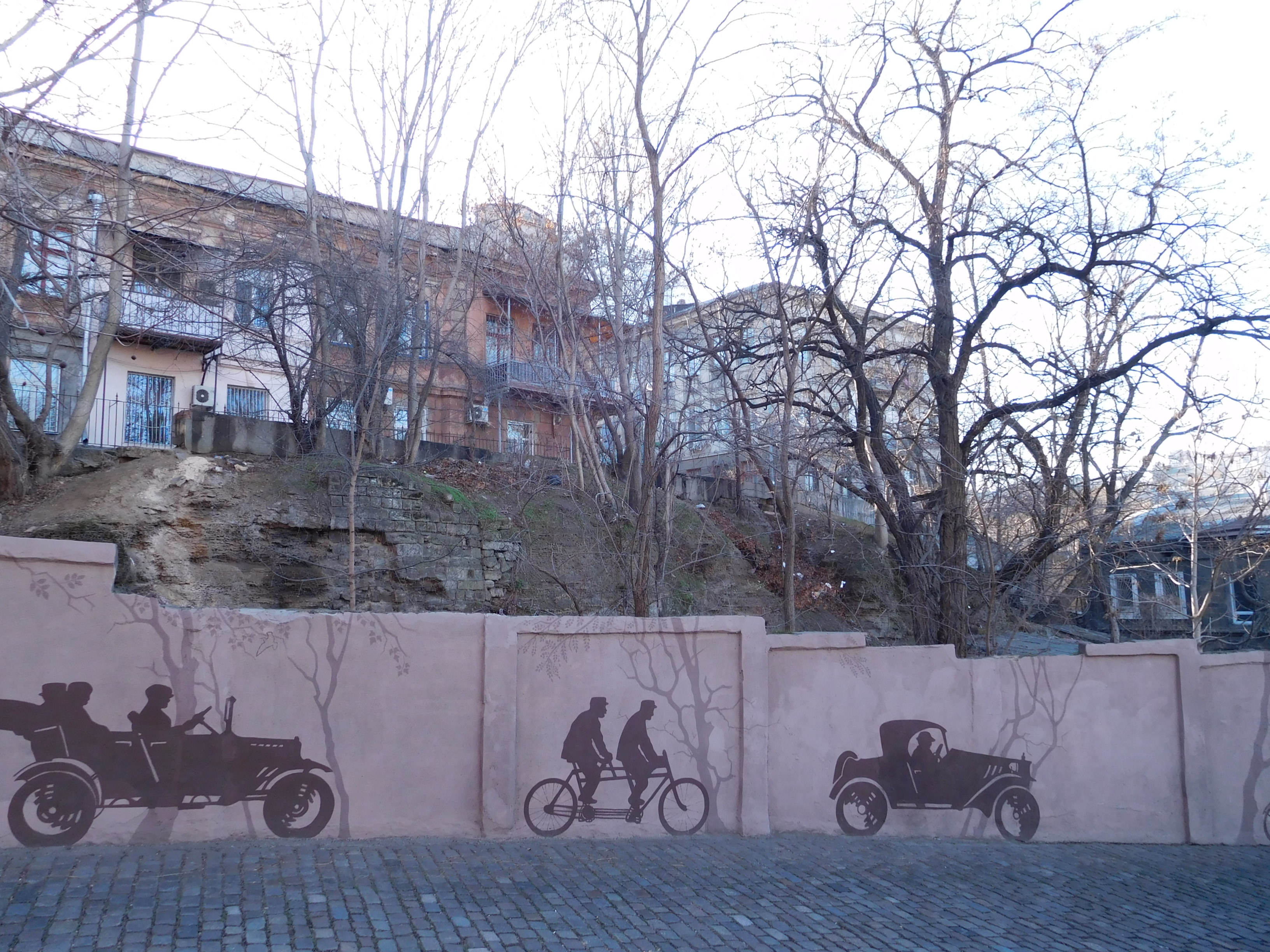
Графіті на узвозі
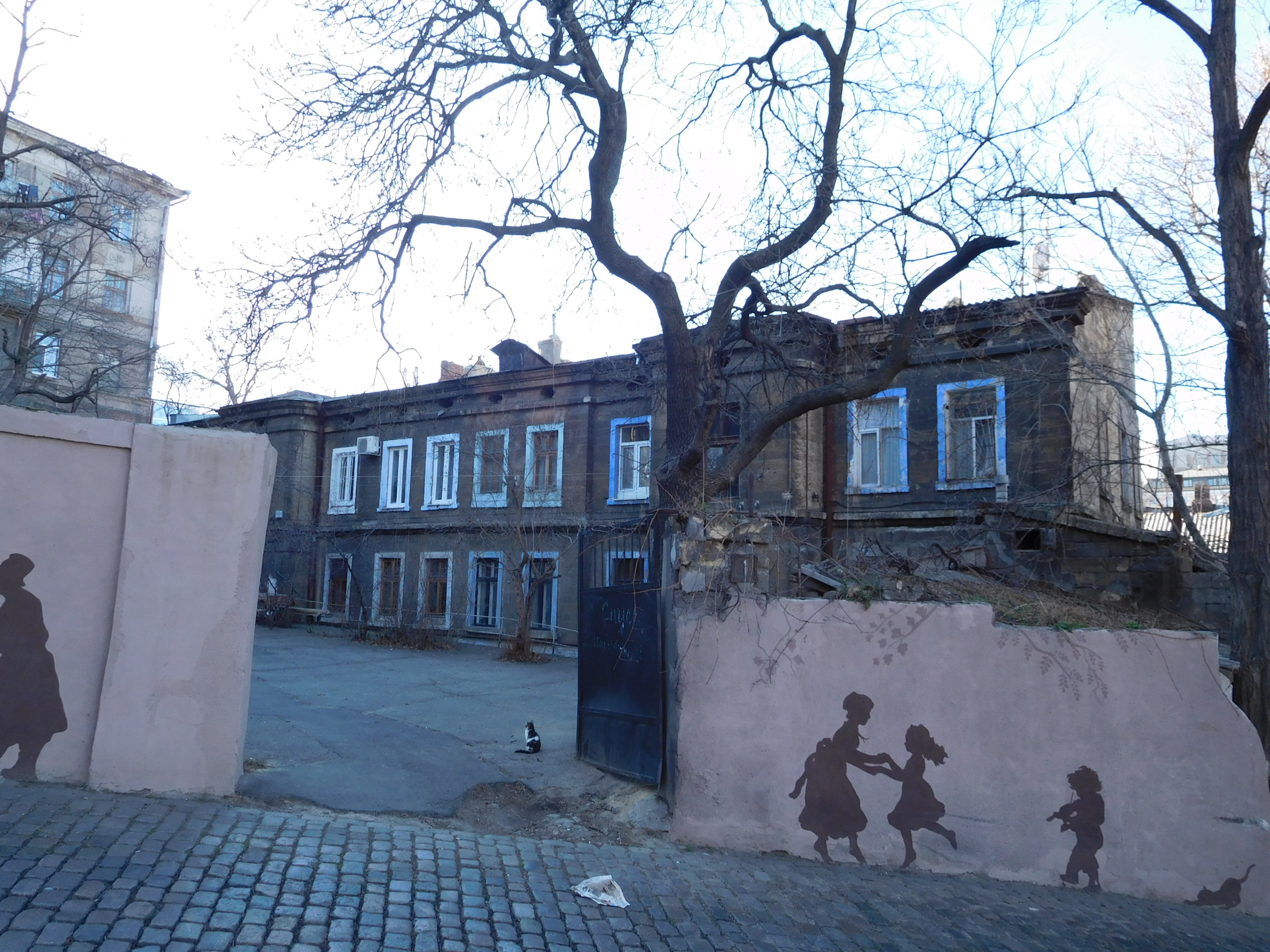
Будинок за адресою Карантинний узвіз, 1